# مشرین
مشرین (به آلمانی: Mescherin) یک شهر در آلمان است که در یوکرمرک واقع شده‌است. مشرین ۷۷۸ نفر جمعیت دارد.